# قائمة زملاء الجمعية الملكية المنتخبين في 1712
هذه الصفحة تعرض قائمة زملاء الجمعية الملكية المُنتخبين لعام 1712.

## الزملاء
- Peter Le Neve [الإنجليزية]‏
- صموئيل مولينو
- William Tempest (barrister) [الإنجليزية]‏
- George Hay, 8th Earl of Kinnoull [الإنجليزية]‏
- توماس باركر
- John Freind (physician) [الإنجليزية]‏
- Richard Richardson (botanist) [الإنجليزية]‏
- Thomas Rawlinson (barrister) [الإنجليزية]‏
- Pietro Grimani [الإنجليزية]‏
- بروك تايلور
- Richard Bradley (botanist) [الإنجليزية]‏
- John Fortescue Aland, 1st Baron Fortescue of Credan [الإنجليزية]‏
- James Keill [الإنجليزية]‏
- Giuseppe Averani [الإنجليزية]‏